# Julio Paredes
Julio Paredes war ein chilenischer Fußballspieler. Der Stürmer absolvierte vier Länderspiele für Chile. 

## Vereinskarriere
Auf Vereinsebene spielte Paredes für den in Valparaíso ansässigen Klub América.

## Nationalmannschaft
Julio Paredes debütierte beim Campeonato Sudamericano 1917 in Uruguay und absolvierte alle drei Turnierpartien für La Roja. Chile wurde ohne Punkt und ohne Torerfolg Vierter. Nur wenige Tage nach dem Turnier absolvierte Paredes beim 1:1-Unentschieden im Freundschaftsspiel gegen Argentinien sein letztes Länderspiel.